# Justicia schenkiana
Justicia schenkiana är en akantusväxtart som beskrevs av Gustav Lindau. Justicia schenkiana ingår i släktet Justicia och familjen akantusväxter. Inga underarter finns listade i Catalogue of Life.